# Jürgen Holtz
Jürgen Holtz (Berlin, 1932. augusztus 10. – Berlin, 2020. június 21.) német színész.

## Fontosabb filmjei
Mozifilmek
- Berlin – Schönhauser sarok (Berlin – Ecke Schönhauser) (1957)
- Wie heiratet man einen König (1969)
- Egy nyomozás sorompói (Leichensache Zernik) (1972)
- Hatan hetedhét országon át (Sechse kommen durch die Welt) (1972)
- Das zweite Leben des Friedrich Wilhelm Georg Platow (1973)
- Unterm Birnbaum (1973)
- Fény az akasztófán (Das Licht auf dem Galgen) (1976)
- Johann Sebastian Bachs vergebliche Reise in den Ruhm (1980)
- Das Luftschiff (1983)
- Rosa Luxemburg (1986)
- Made in Israel (2001)
- Good bye, Lenin! (2003)
- Du bist nicht allein (2007)
- Három (3) (2010)
- Das System – Alles verstehen heisst alles verzeihen (2011)
- Stereo (2014)

Tv-filmek
- Der kleine Prinz (1966)
- Fiatalasszony 1914-ben (Junge Frau von 1914) (1970)
- Az összeesküvők (Die Verschworenen) (1971)
- Karl Marx ifjú évei (Карл Маркс. Молодые годы) (1980–1981)
- A vörös sakál (Der rote Schakal) (1997)
- Deutschlandspiel (2000)

Tv-sorozatok
- A rendőrség száma 110 (Polizeiruf 110) (1973, egy epizódban)
- Regina révbe ér (Regina auf den Stufen) (1990)
- Reporter (1989)
- Tetthely (Tatort) (1989, 1993, két epizódban)
- Két férfi, egy eset (Ein Fall für zwei) (1989–1995, három epizódban)
- Motzki (1993, 13 epizódban)
- Berlini ügyvéd (Liebling Kreuzberg) (1994, egy epizódban)
- Specht tanár úr (Unser Lehrer Doktor Specht) (1995, 15 epizódban)